# Henri Wallon
Henri Wallon, född 15 mars 1879 i Paris, död 1 december 1962 Paris, var en fransk filosof, psykolog och neuropsykiater. Han var professor vid Collège de France. Han var särskilt inriktad på socialpsykologi.